# Superfaturamento
Superfaturamento é a emissão de uma fatura cujo preço está acima do verdadeiro valor de mercado.

## Causas
As causas principais são: a falta de destreza técnica; ou a improbidade administrativa, num ato de fraude contra o fisco, sendo esta última a mais comum, pelo histórico dos casos constatados.

## Superfaturamento em obras públicas
Segundo Oliveira Jr. et al no "Manual de Perícias de Engenharia, Cálculo de Superfaturamento e Outros Danos ao Erário", o superfaturamento é caracterizado por:
- medição de quantidades superiores às efetivamente executadas/fornecidas;
- deficiência na execução de obras e serviços de engenharia que resulte em diminuição da qualidade, vida útil ou segurança;
- pagamento de obras, bens e serviços por preços manifestamente superiores à tendência central (mediana ou média) praticada pelo mercado ou incompatíveis com os fixados pelos órgãos oficiais competentes, bem como pela prática de preços unitários acima dessa tendência central (mediana ou média) de mercado;
- quebra do equilíbrio econômico-financeiro inicial do contrato em desfavor da administração por meio da alteração de quantitativos (jogo de planilha) e/ou preços (alterações de cláusulas financeiras) durante a execução da obra;
- alteração de cláusulas financeiras, gerando recebimentos contratuais antecipados, distorção do cronograma físico-financeiro, prorrogação injustificada do prazo contratual ou reajustamentos irregulares.

## No Brasil
No Brasil, a Polícia Federal do Brasil apontou, em relatório emitido em 2010, que foi constatado superfaturamento de cerca de 700 milhões de reais em 303 obras públicas inspecionadas. A cada 100 reais desembolsados, 29 reais, em média, são superfaturados. Em valores absolutos, Rio de Janeiro, Goiás e São Paulo lideram este ranking. A falta de fiscalização, aliada à cultura da desinformação, do compadrio e da impunidade, explicam o volume de recursos dissipados.

## Outras referências
- "CLASSIFICAÇÃO E PROCEDIMENTOS ACERCA DE IRREGULARIDADES EM PREÇOS DE OBRAS PÚBLICAS"
- " Significado no Dicionário Michaelis"
- "Manual de Perícias de Engenharia, Cálculo de Sueperfaturamento e Outros Danos ao Erário"